# Виниусы (дворянский род)
Виниусы (Вениусы, Вениюсовы) — древний дворянский род.
При подаче документов (1686) для внесения рода в Бархатную книгу, были предоставлены: сказка Андрея Андреевича Виниуса о происхождении и службах Виниюсов, «Свидетельствованный лист» резидента Иоганна Вильгельма фон Келлера, датского комиссара Андрея Бутенанта фон Розенбуша, шведского комиссара Хрихтофора фон Кохена, генерала Патрика Гордона и царского доктора Арнольдуса фон Дергульта о шляхетстве Виниюсов, Герб Виниюсов и проезжая грамота дворянину Андрею Андреевичу Виниюсу посланного для сыска и организации добычи золота, серебра и других руд (1645).

## Происхождение и история рода
Род Голландского происхождения. В Россию выехали при царе Михаиле Фёдоровиче.
- Андрей Денисович устроил (1632) близ Тулы первый чугунно-плавильный и железно-делательный завод. Женат на Гертруде Мейер, ездил с дипломатическими поручениями в Голландию (1652).
- Андрей Андреевич (1641—1714) думный дьяк, ведал Пушкарским и Артиллерийским приказами, переводчик, ведал Посольским приказом, ездил с посольством в Англию (1672), Францию и Испанию, владел вотчиной в Московском уезде, имел сестру Марию.
- Подьячий Пётр Виниус состоял подьячим при посольстве в Англию, Францию и Испанию с Андреем Андреевичем Виниусом. Матвей Андреевич стольник царицы Натальи Кирилловны (1693), послан за границу для изучения латинского, немецкого и других языков (1699), Московский почтмейстер (1700).
- Матвей Андреевич владел населённым имением (1699)[2][3].

## Описание герба
В числе Высочайше пожалованных утверждённого герба Виниусов не имеется.
В Гербовнике Анисима Титовича Князева 1785 года имеется изображение печати с гербом представителя рода: щит разделён вертикально на две части. В правой части, в синем поле, тёмно-серый орёл наполовину, с распростёртым крылом. В левой части, в серебряном поле, виноградные лозы натурального цвета. Щит увенчан коронованным дворянским шлемом. Нашлемник: пять стрел от лука, оперением вверх. Цветовая гамма намёта не определена.

#### Геральдика
Герб Виниусов принадлежит к группе ранних русских гербов. Он был представлен (между 1686—1688) в Палату родословных дел, как доказательство при документах, обосновывающих право семьи на внесение в родословную книгу.